# Agrotis fortunata
Agrotis fortunata är en fjärilsart som beskrevs av Max Wilhelm Karl Draudt 1937. Agrotis fortunata ingår i släktet Agrotis och familjen nattflyn. Inga underarter finns listade i Catalogue of Life.